# Montcabrier (Lot)
Montcabrier is een gemeente in het Franse departement Lot (regio Occitanie) en telt 391 inwoners (2005). De plaats maakt deel uit van het arrondissement Cahors.

## Geografie
De oppervlakte van Montcabrier bedraagt 21,2 km², de bevolkingsdichtheid is 18,4 inwoners per km².
De onderstaande kaart toont de ligging van Montcabrier (Lot) met de belangrijkste infrastructuur en aangrenzende gemeenten.

## Demografie
Onderstaande figuur toont het verloop van het inwonertal (bron: INSEE-tellingen).

1. ↑  Populations de référence 2022.